# Daguatrast
Daguatrast (Turdus daguae) är en fågel i familjen trastar inom ordningen tättingar.

## Utbredning och systematik
Fågeln förekommer från Panama till nordvästra Ecuador. Tidigare behandlades den som en underart till sepiatrast (T. assimilis).

## Status
IUCN erkänner den inte som art, varför den inte placeras i någon hotkategori.

## Namn
Dagua är en flod i Colombia.